# Lilli un guaio tira l'altro
Lilli, un guaio tira l'altro (魔女っ子チックル?, Majokko Chikkuru) è un anime televisivo giapponese prodotto dalla Toei Company insieme alla Dynamic Planning di Gō Nagai nel 1978 in 45 episodi.

## Personaggi
- Lilli (Tickle)
- Mirtilla (Tico)
- Prof. Vispiego (Takakura-sensei)
- Prof.essa Tabellina (Hanamura-sensei)
- Tritolo (Donta)
- Pulce (Hina)

## Distribuzione

### Edizione italiana
In Italia, la serie venne acquistata da Doro TV Merchandising e ne fu annunciata la trasmissione su Italia 1 all'interno di Bim Bum Bam dall'11 giugno 1990. Tuttavia, la serie non andò in onda e rimase inedita fino alla fine degli anni 1990, quando Mondo TV la distribuì a diverse televisioni locali fino a metà anni 2000. Successivamente è stata replicata da Sitcom 1 dal 16 febbraio 2007.
La sigla italiana andò in onda in due varianti con titolazione diversa: nella prima la serie è indicata come Lili - Un guaio tira l'altro (sic), nella seconda il nome della co-protagonista diventa Lilli.
La serie fu pubblicata in home video nel 2007 in due cofanetti DVD ad opera di Mondo Home Entertainment.

## Episodi
| Nº | Titolo italiano Giapponese 「Kanji」 - Rōmaji                                               | In onda           | In onda |
| Nº | Titolo italiano Giapponese 「Kanji」 - Rōmaji                                               | Giapponese        |         |
| 1  | Il mondo di Fabulandia 「ラッキーペァー誕生」 - Lucky Pair tanjoo                           | 6 marzo 1978      |         |
| 2  | Il nuovo anno scolastico 「てんやわんやの新学期」 - tenyawanya no shin gakki                | 13 marzo 1978     |         |
| 3  | Maschi contro femmine 「すてきなすてきな男の子」 - suteki na suteki na otokonoko            | 20 marzo 1978     |         |
| 4  | La generosità 「パーティーにご用心！」 - paatii ni go yoojin!                               | 27 marzo 1978     |         |
| 5  | La festa di Malvina 「涙・涙のガキ大将」 - namida. namida no gaki taishoo                   | 3 aprile 1978     |         |
| 6  | L’unione fa la forza 「班長さんはくたびれる！」 - hanchoo san wa kutabireru!                | 10 aprile 1978    |         |
| 7  | Il flauto d’argento 「お姉さんはいじめっこ」 - o neesan wa ijime k ko                       | 17 aprile 1978    |         |
| 8  | Una sorellina dispettosa 「海の神様ＳＯＳ！」 - umi no kamisama SOS!                        | 24 aprile 1978    |         |
| 9  | Il sogno di papà 「女は駄目よ！鯉のぼり」 - onna wa dame yo! koinobori                      | 1º maggio 1978    |         |
| 10 | Gita al mare 「花嫁さんがこわい！」 - hanayome san ga kowai!                                | 8 maggio 1978     |         |
| 11 | Le ragazze hanno un segreto 「はばたけ！母の愛で」 - habatake! haha no ai de                | 15 maggio 1978    |         |
| 12 | L’amore della mamma 「愛情メーター感度良好」 - aijoo meetaa kando ryookoo                   | 22 maggio 1978    |         |
| 13 | Tutte contro uno 「野生の男！お父さん」 - yasei no otoko! otoosan                           | 29 maggio 1978    |         |
| 14 | Il rivelamore 「敵はガリ勉スーパーマン」 - teki wa gariben sūpaaman                         | 5 giugno 1978     |         |
| 15 | Un ricordo della mamma 「蛙の命は銀の笛」 - kaeru no inochi wa gin no fue                   | 12 giugno 1978    |         |
| 16 | Magiche previsioni 「星占いナンバーワン」 - hoshi uranai nanbaawan                          | 19 giugno 1978    |         |
| 17 | Caccia ai mostri 「町のギャングは子猫の親」 - machi no gyangu wa koneko no oya              | 26 giugno 1978    |         |
| 18 | Aiutiamo gli animali 「秘密がいっぱい」 - himitsu ga ippai                                  | 3 luglio 1978     |         |
| 19 | Il primo della classe 「弱虫小虫肝だめし」 - yowamushi shoo chū kimo da meshi               | 10 luglio 1978    |         |
| 20 | Un’accusa ingiusta 「ホームランで大事件！」 - hoomuran de dai jiken!                        | 17 luglio 1978    |         |
| 21 | Prova di coraggio 「ふるさと行き夜行特別列車」 - furusato iki yakoo tokubetsu ressha        | 24 luglio 1978    |         |
| 22 | Casa dolce casa 「捕まえたお化け」 - tsukamae ta obake                                      | 31 luglio 1978    |         |
| 23 | Fiori d’arancio 「お母さんの結婚!?」 - okaasan no kekkon!?                                  | 7 agosto 1978     |         |
| 24 | Il sosia 「トラックに乗って来た古里」 - torakku ni not te ki ta furusato                    | 14 agosto 1978    |         |
| 25 | I miei amici 「溺れた浦島太郎」 - obore ta urashima taroo                                   | 21 agosto 1978    |         |
| 26 | La verità viene sempre a galla 「おせじ・ごますり大嫌い」 - ose ji. goma suri daikirai      | 28 agosto 1978    |         |
| 27 | Di mamma ce n’è una sola 「星空がうたう子守唄」 - hoshizora ga utau komori uta              | 4 settembre 1978  |         |
| 28 | Uno scimmiotto dispettoso 「空をとぶ少女」 - sora o tobu shoojo                             | 11 settembre 1978 |         |
| 29 | Mirtilla nei guai 「双子のたたりじゃ魔法病」 - futago no tatari ja mahoo byoo               | 18 settembre 1978 |         |
| 30 | Una bambina troppo sola 「雲から落ちた天使」 - kumo kara ochi ta tenshi                     | 2 ottobre 1978    |         |
| 31 | Dimmi con chi vai... 「あぶない友達」 - abunai tomodachi                                    | 9 ottobre 1978    |         |
| 32 | Una recita contestata 「皆が主役？シンデレラ」 - mina ga shuyaku? shinderera                | 16 ottobre 1978   |         |
| 33 | Il gelato della discordia 「俺たち女の子！？」 - ore tachi onnanoko!?                       | 23 ottobre 1978   |         |
| 34 | Inventori si nasce 「大発明！成功は失敗のもと」 - dai hatsumei! seikoo wa shippai no moto   | 30 ottobre 1978   |         |
| 35 | Campioni per magia 「泣き出した魔球のエース」 - naki dashi ta makyū no eesu                 | 6 novembre 1978   |         |
| 36 | La vongola magica 「女性の魅力は馬鹿力？」 - josei no miryoku wa bakajikara?                | 13 novembre 1978  |         |
| 37 | Il piccolo dinosauro 「恐龍くん町を行く」 - kowa ryū kun machi o iku                        | 20 novembre 1978  |         |
| 38 | Pasticci tra i fornelli 「魔法の料理はフーランパ」 - mahoo no ryoori wa fūranpa             | 27 novembre 1978  |         |
| 39 | La magia riparatrice 「がんばれ！赤ちゃんゴリラ」 - ganbare! akachan gorira                 | 4 dicembre 1978   |         |
| 40 | Sfida al diavoletto 「ハートの鬼の泣きどころ」 - haato no oni no nakidokoro                 | 11 dicembre 1978  |         |
| 41 | La strega buona 「うわさの魔女屋敷」 - uwasa no majo yashiki                                | 18 dicembre 1978  |         |
| 42 | Un vestito troppo elegante 「振袖姿の初登校」 - furisode sugata no hatsu tookoo             | 8 gennaio 1979    |         |
| 43 | La rivolta delle scimmie 「お手伝いさんはサル山育ち」 - o tetsudai san wa saru yama sodachi | 15 gennaio 1979   |         |
| 44 | Notizie dall’isola 「島からの便り」 - shima kara no tayori                                  | 22 gennaio 1979   |         |
| 45 | Una scelta importante 「魔法の国からの使者」 - mahoo no kuni kara no shisha                 | 29 gennaio 1979   |         |